# Мігєн Баша
Мігєн Баша (алб. Migjen Basha, нар. 5 січня 1987, Лозанна) — швейцарський та албанський футболіст, півзахисник.
Захищав зокрема кольори клубу «Люцерн» та національної збірної Албанії.

## Клубна кар'єра
У дорослому футболі дебютував 2004 року виступами за команду клубу «Лозанна», в якій провів півтора сезони, взявши участь у 36 матчах чемпіонату. 
На початку 2006 року перебрався до Італії, ставши гравцем третьолігового «Луккезе-Лібертас». Протягом наступних п'яти років змінив декілька коаманд з нижчих італійських ліг — «В'яреджо», «Ріміні», «Фрозіноне» та «Аталанта».
Своєю грою за останню команду привернув увагу представників тренерського штабу «Торіно», який на той час також грав у Серії B. Став гравцем туринської команди влітку 2011 року і за результатами першого ж сезону допоміг їй повернутися до елітної Серії А. Загалом відіграв за туринську команду наступні чотири сезони своєї ігрової кар'єри. Більшість часу, проведеного у складі «Торіно», був основним гравцем команди, хоча більшу частину сезону 2014/15 пропустив через травму.
Влітку 2015 року контракт Баші з «Торіно» закінчився і він на правах вільного агента залишив Турин. Повернувшись до Швейцарії, 10 серпня 2015 року уклав контракт з «Люцерном».

## Виступи за збірні
2004 року дебютував у складі юнацької збірної Швейцарії, взяв участь у 14 іграх на юнацькому рівні, відзначившись одним забитим голом. 2008 року провів одну гру у складі молодіжної збірної Швейцарії. На молодіжному рівні зіграв в одному офіційному матчі. 
Проте на рівні національних команд вирішив грати за історичну батьківщину, Албанію. 22 березня 2013 року дебютував в офіційних матчах у складі національної збірної Албанії. Наразі провів у формі головної команди країни 15 матчів, забивши 3 голи.
| Дата       | Місто      | Господарі | Результат | Гості      | Турнір            | Голи | Примітки |
| ---------- | ---------- | --------- | --------- | ---------- | ----------------- | ---- | -------- |
| 22-3-2013  | Осло       | Норвегія  | 0 – 1     | Албанія    | Відбір до ЧС 2014 | -    |          |
| 26-3-2013  | Тирана     | Албанія   | 4 – 1     | Литва      | товариський матч  | 1    |          |
| 7-6-2013   | Тирана     | Албанія   | 1 – 1     | Норвегія   | Відбір до ЧС 2014 | -    | 83'      |
| 14-8-2013  | Тирана     | Албанія   | 2 – 0     | Вірменія   | товариський матч  | -    | 65'      |
| 6-9-2013   | Любляна    | Словенія  | 1 – 0     | Албанія    | Відбір до ЧС 2014 | -    | 80'      |
| 10-9-2013  | Рейк'явік  | Ісландія  | 2 – 1     | Албанія    | Відбір до ЧС 2014 | -    | 64'      |
| 15-11-2013 | Анталья    | Білорусь  | 0 – 0     | Албанія    | товариський матч  | -    |          |
| 5-3-2014   | Дуррес     | Албанія   | 2 – 0     | Мальта     | товариський матч  | 1    | 82'      |
| 13-6-2015  | Ельбасан   | Албанія   | 1 – 0     | Франція    | товариський матч  | -    | 72'      |
| 4-9-2015   | Копенгаген | Данія     | 0 – 0     | Албанія    | Відбір до ЧЄ 2016 | -    | 64'      |
| 7-9-2015   | Ельбасан   | Албанія   | 0 – 1     | Португалія | Відбір до ЧЄ 2016 | -    | 54'      |
| 8-10-2015  | Ельбасан   | Албанія   | 0 – 2     | Сербія     | Відбір до ЧЄ 2016 | -    |          |
| 11-10-2015 | Єреван     | Вірменія  | 0 – 3     | Албанія    | Відбір до ЧЄ 2016 | -    | 80' 87'  |
| 13-11-2015 | Приштина   | Косово    | 2 – 2     | Албанія    | товариський матч  | -    | 47' 77'  |
| 16-11-2015 | Тирана     | Албанія   | 2 – 2     | Грузія     | товариський матч  | 1    | 57'      |
| Усього     |            | Матчів    | 15        |            | Голів             | 3    |          |